# Danijel Crljen
Danijel Crljen (Šibenik, 1914. – 11. kolovoza 1995.), hrvatski politički aktvist, ustaški pukovnik, najpoznatiji kao pregovarač na Bleiburškom polju.

## Životopis
Prof. Danijel Crljen, rođen je 1914. u Šibeniku, diplomirao je francuski i hrvatski jezik na Sveučilištu u Zagrebu. Predavao je na franjevačkoj gimnaziji u Varaždinu, biskupskoj gimnaziji u Splitu, te državnim gimnazijama u Sinju, Gospiću i Derventi. Uređivao godišnjak Hrvatski radnik 1944. godine. Bio je jedan od hrvatskih izaslanika koji su 14. i 15. svibnja 1945. ponudili predaju Hrvatskih oružanih snaga zapovjedniku Savezničkog ekspedicijskog korpusa. S jednim ustaškim odredom povukao se u šumu, bio zarobljen u gradu Fermu odakle su ga izbavila četiri ustaška časnika i omogućili mu da se trajno skloni u Argentini.

### U Argentini
U Argentini je sudjelovao na političkom i kulturnom polju hrvatske emigracije pa je već 1948. objavio brošuru Otvoreno pismo dru. Vladimiru Mačku, predsjedniku Hrvatske seljačke stranke. Bio je pripadnik Hrvatskog Domobrana u Buenos Airesu, član Hrvatsko-argentinskog kulturnog kluba, a neko vrijeme i član Hrvatsko Latino-američkog Kulturnog Instituta urednik časopisa Studia Croatica u Buenos Airesu. U tri razdoblja bio je izabran za sabornika Hrvatskog Narodnog Vijeća u Torontu (1975.), Bruxelles (1978.) i Londonu (1980.). Godine 1992. posjetio je rodni kraj u Republici Hrvatskoj.

## Djela
Knjige i brošure:
- Načela Hrvatskog ustaškog pokreta, 1942.
- Naš poglavnik, 1943. (crteži: Mladen Veža)
- Zašto Hrvatska ratuje?, 1943.
- Čimbenici bleiburškog sloma, Hrvatska revija, 1970.
- Svjedočanstvo, Hrvatska revija, 1984.
- Svjedočanstvo II, 1988.
- Istina o Bleiburgu, 1994.

Zastupljen u zbirci Hrvatska zauvijek : prilozi hrvatskoj državotvornoj misli, prireditelja Ante Selaka. Ostali zastupljeni autori su: Ivan Babić, Stjepan Buć, Eugen Kvaternik, Vladko Maček, Dominik Mandić, Miloš Obrknežević, K. Milin, Jure Paršić, Ilija Perušina, Jure Petričević, Bogdan Radica, Srećko Rover, Vjekoslav Vrančić, Mladen Žigrović i Mirko Živković.
Umro je 11. kolovoza 1995. godine u Argentini.